# Panagia Theoskepasti

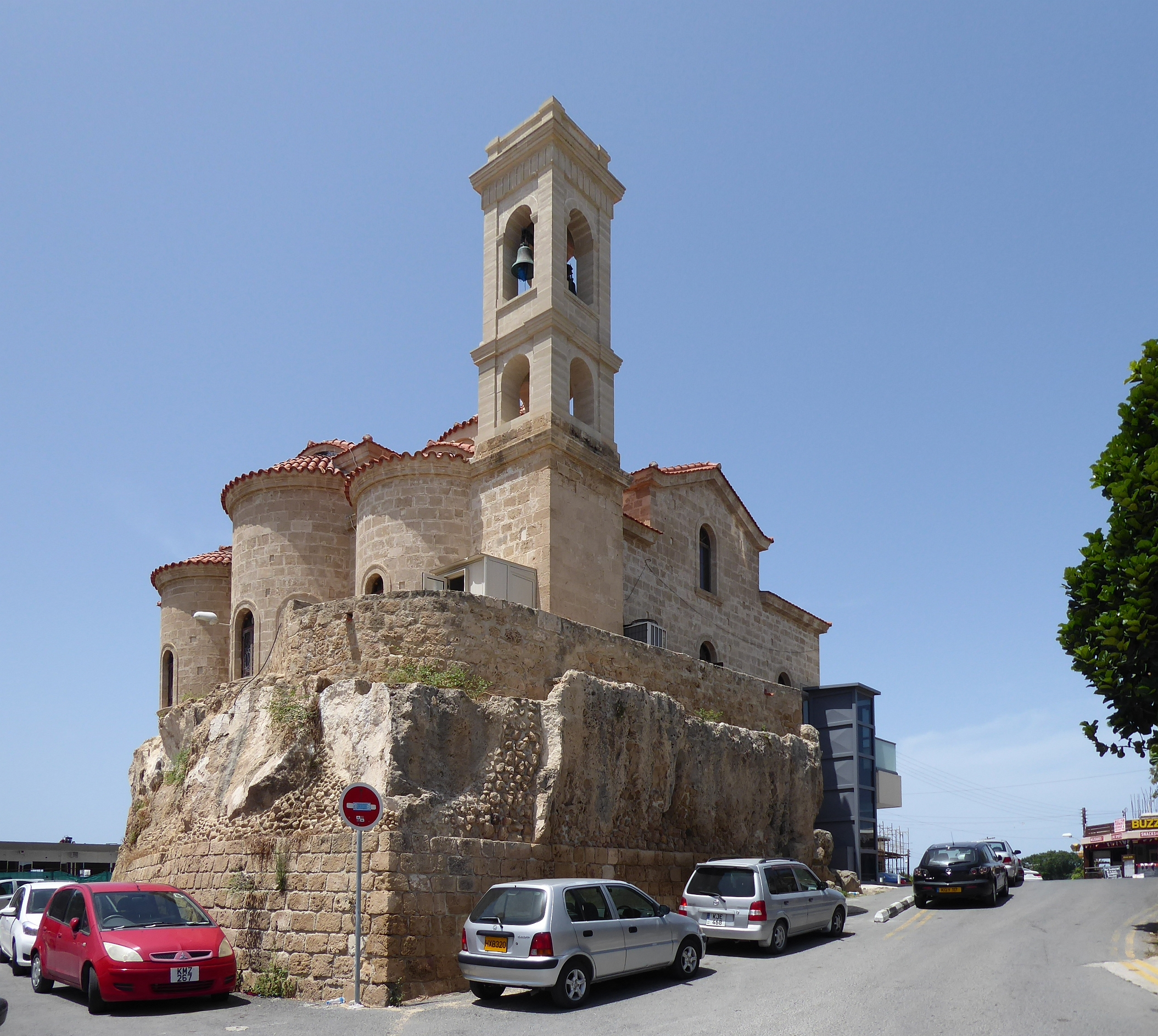
Die Panagia Theoskepasti

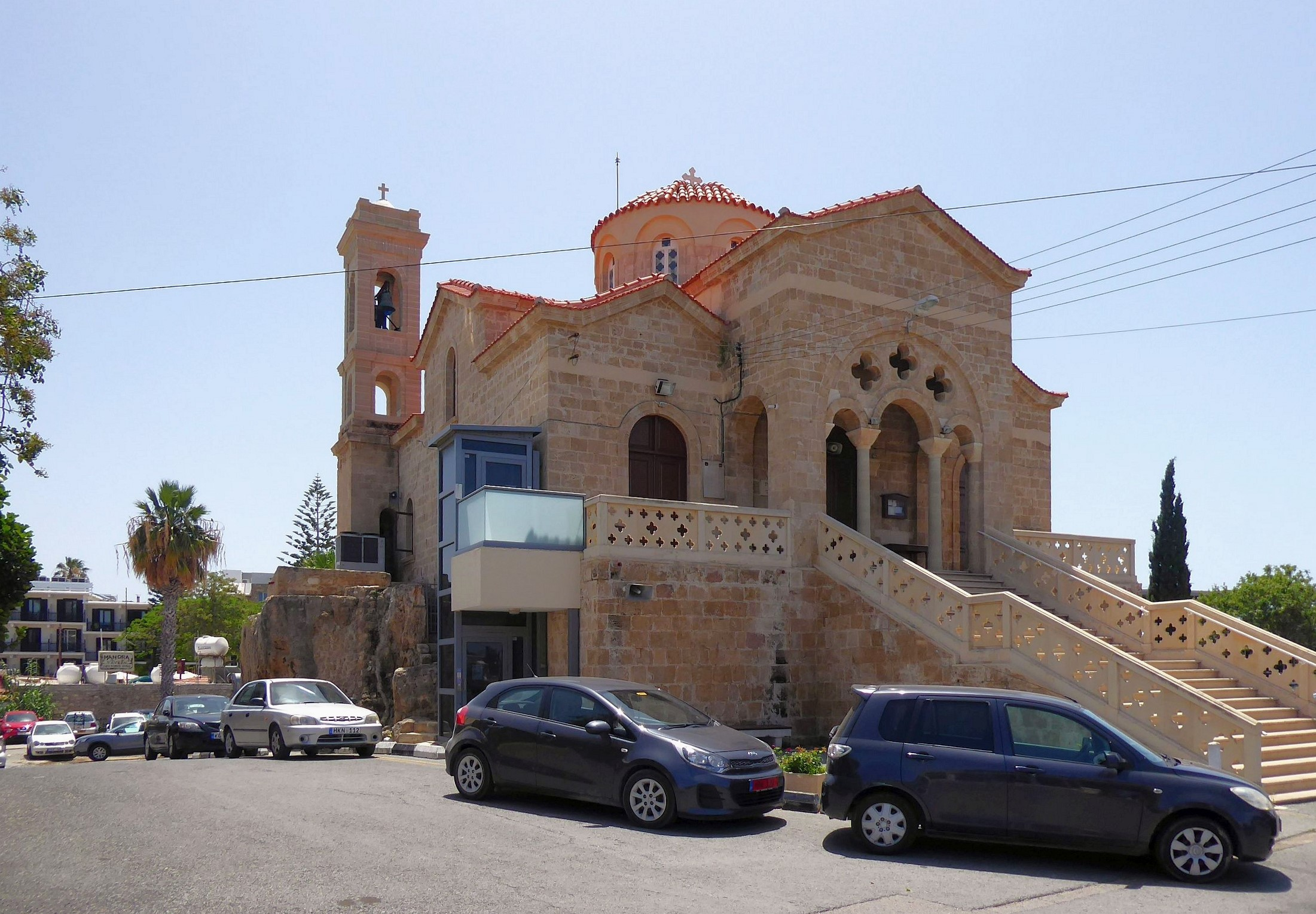
Blick zum Westbau mit neogotischem Narthex

Die Panagia Theoskepasti (griechisch Παναγία Θεοσκέπαστη) ist ein Kirchengebäude der zyprisch-orthodoxen Kirche in Paphos auf Zypern. Die Kirche steht frei auf einem Felsen, der sich innerhalb der Unterstadt Kato Paphos erhebt.

## Geschichte
Die Panagia Theoskepasti wurde im Jahr 1922 über den Grundmauern einer älteren byzantinischen Kirche in einer Mischung aus byzantinischen und neogotischen Stilmerkmalen  als Kreuzkuppelkirche mit drei Apsiden, zentraler Kuppel und Narthex errichtet. 
Der örtlichen Überlieferung nach wurde die byzantinische Vorgängerkirche durch ein Eingreifen Gottes vor der Zerstörung während des Araberüberfalles auf Zypern im Jahr 653 verschont. Daher erhielt die neue Marienkirche (Panagia) den Beinamen Theoskepasti, übersetzt verschleiert durch Gott. Die alte Kirche wurde zu einem unbekannten Zeitpunkt zerstört.